# 奥田昌道
奥田 昌道（おくだ まさみち、1932年9月28日 - ）は、日本の法学者。専門は民法。裁判官。勲等は旭日大綬章。学位は、法学博士（京都大学・論文博士・1980年）。京都大学名誉教授、鈴鹿国際大学名誉教授、日本学士院会員。於保不二雄門下。
京都大学法学部教授、京都大学法学部学部長、京都大学大学院法学研究科教授、鈴鹿国際大学国際関係学部教授、最高裁判所判事、同志社大学大学院司法研究科教授などを歴任した。

## 概要
東京府出身の法学者であり、民法を専攻していた。学位論文「請求権概念の生成と展開」により、京都大学より法学博士の学位を授与された。
京都大学、鈴鹿国際大学、同志社大学で教鞭を執り、最高裁判所の判事も務めた。京都大学や鈴鹿国際大学より名誉教授の称号を授与されている。日本学士院の会員に選任された。

## 研究
出世作は、後掲『請求権概念の生成と展開』（創文社、1979年）であるが、その内容は以下の通りである。
日本民法にはわずかに「請求権」という文言を使用する条文があるが、その定義規定はなく、一般には「請求することができる」と規定されているのに過ぎないのが通常であり、そのことが原因で請求権の概念は多義的に用いられ混乱していた。そのような状況下で当時通説的見解とされていた我妻栄は、対人的な請求権である債権と異なり、物権が物に対する支配権にすぎないにもかかわらず、物権を侵害する人に対し物権的請求権に基づき侵害行為を止めるように請求できるのは、請求権の発生原因である物権に排他性があるからであるとした上で、請求権とは債権および物権的請求権に共通して人に対する行為請求権である点に本質があるとし、債権が請求権の発生原因であるときの請求権は、物権的請求権の場合と異なり、債権の本体的な機能に伴う一作用として発現するとしていた。
これに対し、奥田は、ローマ古典法に由来するアクチオの概念の下で、実体法上の権利と訴権が明確に区別されず、民法と民事訴訟法の体系が分化していなかったドイツ民法学において、ベルンハルト・ヴィントシャイトがそれを克服して請求権概念を中心とした体系を確立していった歴史を紹介した上で、日本民法における請求権概念を精密に分析して、我妻が説くような債権の論理的効力・権能としての「請求権」のほか、債権と全く同じ意味で使用される請求権、給付訴訟の訴訟物としての「請求権」、給付訴訟の請求内容を特定する手段としての「請求権」があるとして論理的に区別をし、これらの請求権と債権との関係およびその特徴を実体法および訴訟法の両面から明らかにした。
奥田は、後に請求権の概念をさらに純化し、債務不履行と不法行為の請求権競合問題について、民事訴訟法学における訴訟物論の新訴訟物理論・訴訟法説の問題提起を受けて、債務不履行や不法行為に基づく権利義務は、具体的な生活の次元で侵害される権利義務の認識根拠であって、単に観念的な法律効果を有するにすぎず、具体的な生活の次元で侵害される権利義務に対応する実在する請求権はただ一つであるとして新実体法説（のうち、請求権二重構造説）の提唱した。

## 逸話
- 野球好きで、京都大学では草野球の優勝チームに金一封を出していた（同大会は奥田杯と呼ばれていた）ほどの愛好家。また、マラソン愛好家でもある。
- 熱心なキリスト信徒で集会も主宰している。

## 略歴
- 1954年（昭和29年）：司法試験合格
- 1955年（昭和30年）
  - 京都大学法学部卒業
  - 京都大学法学部助手
- 1957年（昭和32年）：京都大学法学部講師
- 1958年（昭和33年）：京都大学法学部助教授
- 1970年（昭和45年）：京都大学法学部教授
- 1983年（昭和58年）：京都大学法学部長（1985年（昭和60年）まで）
- 1992年（平成4年）：京都大学大学院法学研究科教授
- 1996年（平成8年）
  - 京都大学停年退官、名誉教授
  - 鈴鹿国際大学国際関係学部教授
- 1999年（平成11年）：最高裁判所判事、鈴鹿国際大学名誉教授
- 2002年（平成14年）：同志社大学法学部特別客員教授
- 2004年（平成16年）
  - 同志社大学大学院司法研究科教授
  - 日本学士院会員

## 賞歴
- 2016年（平成28年）：京都府文化賞

## 栄典
- 2005年（平成17年）：旭日大綬章[2]
- 2006年（平成18年）：ドイツ連邦共和国功労勲章大功労十字章

## 社会的活動
- 日本私法学会理事（1979年 - 1985年）
- 法制審議会民法部会委員（1982年 - 1996年）
- 法制審議会委員（1996年 - 1999年）
- 司法試験考査委員（1981年 - 1983年、1989年、1991年 - 1992年）
- 外務公務員採用Ｉ種試験委員（1990年 - 1998年）
- 法曹養成制度等改革協議会協議員（1991年 - 1996年）
- 最高裁判所下級裁判所裁判官指名諮問委員会委員（2003年 -2012年 ）
- 財団法人国際民商事法センター評議員

## 著書
- 『請求権概念の生成と展開』（創文社、1979年）
- 『債権総論』[増補版]（悠々社、1992年）（初版は上下巻で、筑摩書房）
- 『紛争解決と規範創造－最高裁判所で学んだこと、感じたこと』（有斐閣、2009年）